# Stazione di Aulla Lunigiana
La stazione di Aulla Lunigiana è una stazione ferroviaria posta sulla ferrovia Pontremolese e funge anche stazione di testa per la linea della Garfagnana. Serve il centro abitato di Aulla, in provincia di Massa-Carrara, e la regione geografica della Lunigiana.

## Storia
L'impianto venne attivato l'11 settembre 2005 contestualmente all'apertura della nuova linea a doppio binario, realizzata in variante, tra Santo Stefano di Magra e il Posto di Passaggio Chiesaccia. Il 18 febbraio 2008 vi venne deviata anche la linea della Garfagnana, determinando così la definitiva soppressione della vecchia stazione di Aulla.

## Strutture e impianti

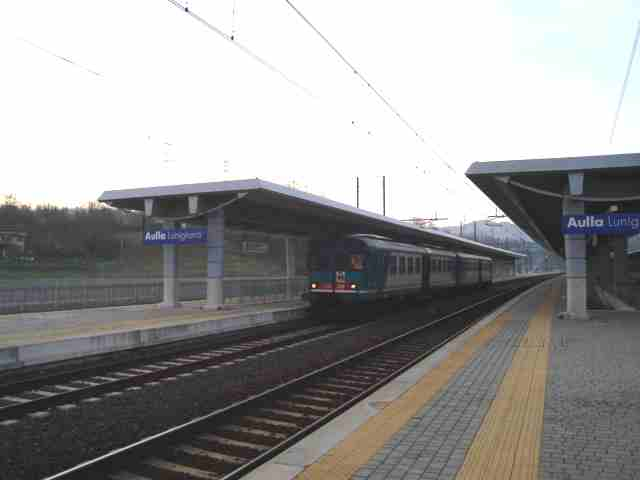
I binari 4 e 5, capolinea della linea per Lucca

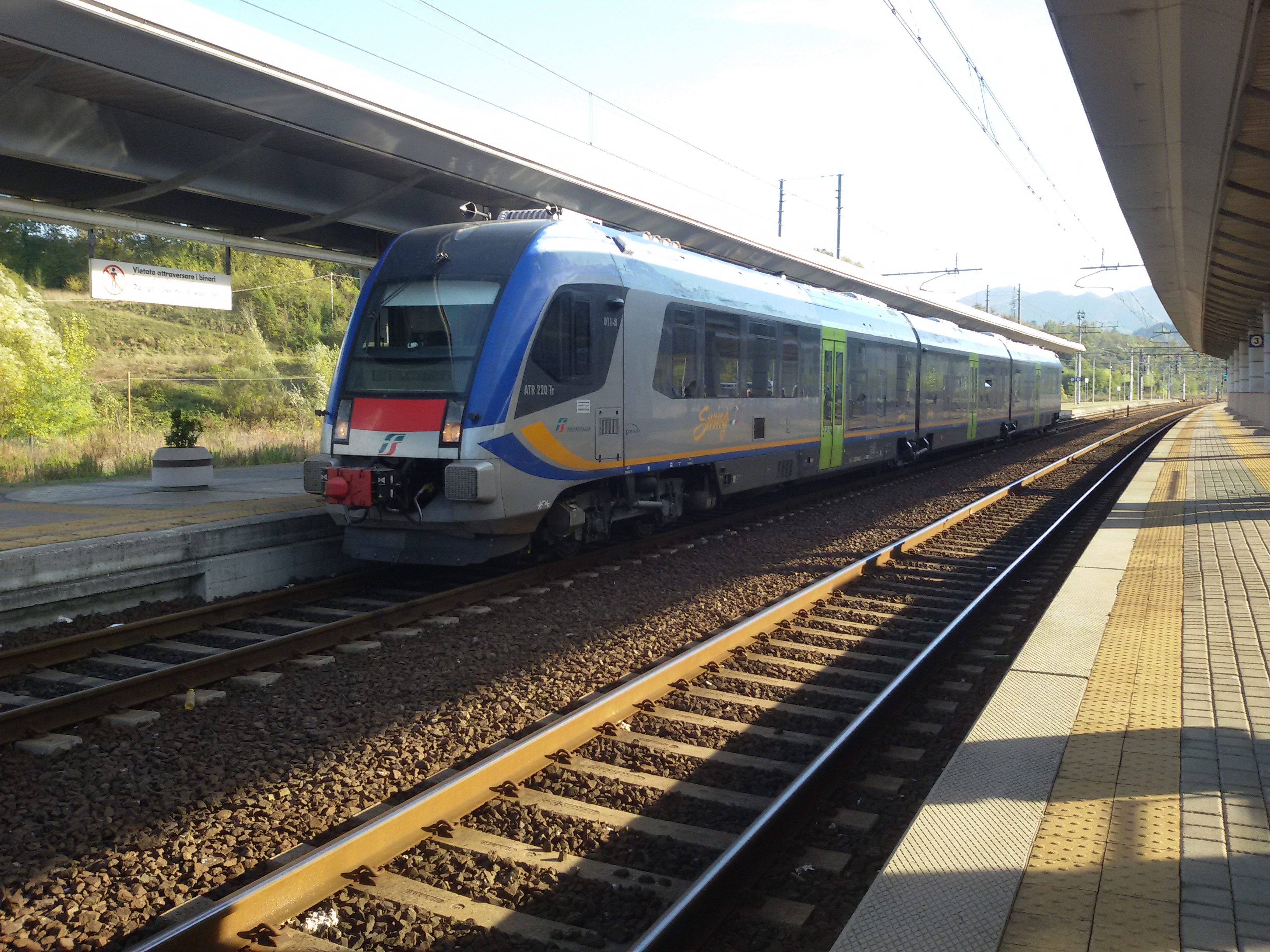
ATR 220 Swing in arrivo da Pisa Centrale

La stazione, che dispone di un'area di circa 70.000 m² ed è molto distante dalle zone urbanizzate, dispone di 5 binari passanti, tutti serviti da banchine lunghe 370 m. Il binario 1 è utilizzato per le precedenze, il 2 per i treni diretti a Parma, il 3 per i treni diretti a La Spezia mentre 4 e 5 sono impiegati per le precedenze o per la linea che conduce a Lucca.
L'impianto dispone di sottopassaggi e pensiline con rampe per diversamente abili nonché di percorsi tattili per i non vedenti lungo sottopassi, marciapiedi e nel fabbricato viaggiatori.
All'interno di quest'ultimo trovano posto i locali di servizio (ubicati al piano superiore, al livello dei binari), una biglietteria a sportello, una biglietteria automatica, la sala di attesa ed un bar (collocati al piano inferiore, al livello dei parcheggi).

## Movimento
In stazione fermano tutti i treni regionali effettuati da Trenitalia nell'ambito del contratto di servizio con la Regione Toscana, denominato Memorario. Il flusso di passeggeri è sostenuto e ammonta a circa 2.500 unità giornaliere, che ne fanno la terza stazione della linea per flusso di passeggeri, dopo Parma e La Spezia, in virtù del vasto bacino di utenza della stazione e dell’interscambio con la Ferrovia Aulla-Lucca.
I principali collegamenti sono:
- Stazione di La Spezia Centrale, Pontremoli e Parma, con treni di cadenza oraria;
- Lucca, Pisa e Firenze, con treni non cadenzati.

Inoltre sono presenti due coppie di regionali Livorno-Milano, al mattino e alla sera; dopo alcuni anni è stato ripristinato il regionale Bergamo-Pisa (ex Freccia della Versilia)

## Servizi
La stazione, che RFI classifica nella categoria silver, dispone di:
- Biglietteria a sportello
- Biglietteria automatica
- Bar
- Servizi igienici

## Interscambi
- Fermata autobus

## Altre immagini

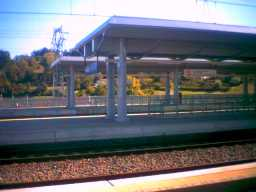
Vista delle pensiline della stazione
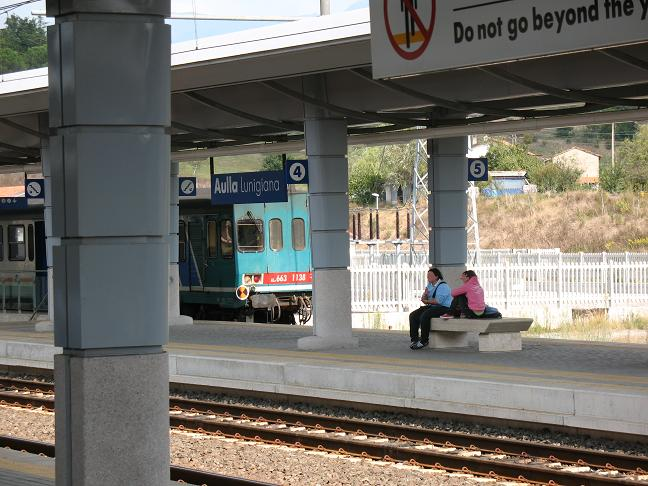
Binari 4 e 5 con un'automotrice ALn 663 in sosta
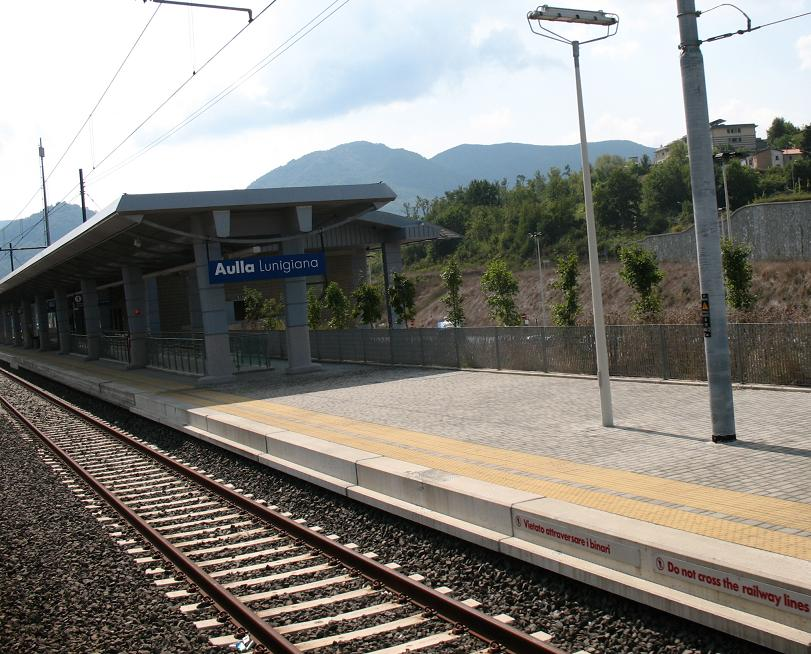
Vista dei binari della stazione